# Kim Il-chol
Kim Il-chol (Pionyang, 1933-14 de septiembre de 2023) fue un político y militar  norcoreano. Fue integrante de la Comisión Nacional de Defensa y ministro de las Fuerzas Armadas del Pueblo (ministro de defensa) entre 1997 y 2009.

## Biografía
Se graduó de la Escuela Revolucionaria Mangyongdae y de la Academia Naval de la Unión Soviética. Aunque las fuerzas armadas norcoreanas dependen principalmente de las tropas terrestres, el almirante Kim, comandante de la Marina Popular de Corea desde 1982, fue nombrado como ministro de defensa, ocupando la vacante de Choi Kwang, fallecido en febrero de 1997. Kim participó como delegado principal en la reunión intercoreana de ministros de defensa celebrada por primera vez desde la división de la península de Corea, en septiembre de 2000.
Fue nombrado miembro de la Comisión Nacional de Defensa en 1988. Fue removido de todos sus cargos en 2010 debido a su avanzada edad.